# 拉氏美洲鱥
拉氏美洲鱥（學名：Notropis rafinesquei），為輻鰭魚綱鯉形目雅羅魚科的其中一種，分布於北美洲美國密西西比州亞祖河流域，為特有種，本魚呈長橢圓形且側扁，眼大、口近下位，生活習性不明。